# Rjógo Narita
Rjógo Narita (japonsky 成田 良悟 Narita Rjógo) (* 30. května 1980 Tokio) je japonský spisovatel, známý především pro autorství knih, mang a seriálů ze svého Naritaverse. Jeho černohumorná knižní krimi série Baccano! získala zlato na prestižní japonské soutěži Dengeki Novel Prize. Série byla roku 2006 převedena do formy televizního seriálu.

## Dílo (výběr)
- Baccano! (2003)
- Etsusa Bridge Series (2003)
- Durarara!! (2004)
- Vamp! (2004)